# Lumbrinerides carpinei
Lumbrinerides carpinei är en ringmaskart som först beskrevs av Ramos 1976.  Lumbrinerides carpinei ingår i släktet Lumbrinerides och familjen Lumbrineridae. Inga underarter finns listade i Catalogue of Life.